# Bőcs
Bőcs es un pueblo húngaro perteneciente al distrito de Miskolc, condado de Borsod-Abaúj-Zemplén.

## Superficie
Cuenta con una superficie de 24,32 km².

## Demografía
Hasta 2024 la población era de 2589 habitantes, con una densidad de población de 106,45 hab/km².
| Gráfica de evolución demográfica de Bőcs entre 2020 y 2024 |
|                                                            |
| Datos según la Oficina Central de Estadística de Hungría.  |